# Denver (Iowa)
Denver is een plaats (city) in de Amerikaanse staat Iowa, en valt bestuurlijk gezien onder Bremer County.

## Demografie
Bij de volkstelling in 2000 werd het aantal inwoners vastgesteld op 1627. In 2006 is het aantal inwoners door het United States Census Bureau geschat op 1644, een stijging van 17 (1,0%).

## Geografie
Volgens het United States Census Bureau beslaat de plaats een oppervlakte van 3,6 km², geheel bestaande uit land. Denver ligt op ongeveer 289 m boven zeeniveau.

## Plaatsen in de nabije omgeving
De onderstaande figuur toont nabijgelegen plaatsen in een straal van 20 km rond Denver.